# Nazionale maschile di pallacanestro del Malawi
La nazionale di pallacanestro del Malawi è la rappresentativa cestistica del Malawi ed è posta sotto l'egida della Federazione cestistica del Malawi.